# Грязєв Анатолій Дмитрович
Грязєв Анатолій Дмитрович — український політик. Колишній народний депутат України.
Народився 19 вересня 1941 (село Ярок, Мічурінський район, Тамбовська область, Росія); росіянин; дружина Тамара Федорівна (1945) — домогосподарка; син Сергій (1966) — лікар; син Віктор (1972) — тренер; дочка Олена (1981).

## Освіта
Мічурінський плодо-овочевий інститут (1963–1968), учений агроном.

## Трудова діяльність
- 1959 — бригадир-овочівник радгоспу № 3 Кримконсервтресту.
- 1960–1963 — служба в армії.
- 1963–1968 — студент Мічурінського плодо-овочевого інституту.
- 1968–1971 — головний агроном радгоспу «Рогозівський» Бориспільського району Київської області.
- 1971–1975 — директор радгоспу «Гоголівський» Броварського району Київської області.
- 1975–1980 — другий секретар, перший секретар Броварського міськкому КПУ.
- 1980–1981 — директор Дарницького спецтресту овоче-молочних радгоспів.
- 1982–1986 — головний спеціаліст, начальник підвідділу Держплану УРСР.
- 1986–1991 — заступник голови агропромислового комітету Київської області.
- 1992–1996 — начальник підвідділу Міністерства економіки України.
- З 1996 — пенсіонер.
- 1998–2001 — помічник-консультант народного депутата України.

Народний депутат України 4-го скликання з квітня 2002 до квітня 2006 від СПУ, № 12 в списку. На час виборів: пенсіонер, член СПУ. Уповноважений представник фракції СПУ (з травня 2002). Член Комітету з питань екологічної політики, природокористування та ліквідації наслідків Чорнобильської катастрофи (з червня 2002).
Член Соціалістичної партії України (з листопада 1991). Був першим секретарем Київського обкому СПУ, членом політвиконкому Політради СПУ (з травня 2000).
Учасник ліквідації наслідків аварії на ЧАЕС.

## Нагороди
- Ордени Трудового Червоного Прапора (двічі)
- «Знак Пошани», 3 медалі.